# Камарго, Мари Анн
Мари́-Анн де Кюпи́ де Камарго́, мадемуазель Камарго, Ла Камарго (фр. Marie-Anne de Cupis de Camargo; 1710—1770) — французская артистка балета, первая танцовщица парижской Королевской академии музыки в 1726—1735 и 1742—1751 годах. Неоднократно писалась художником Никола Ланкре.

## Биография
Училась танцу у балерины Франсуазы Прево, однако бунтарский характер юной ученицы и свободолюбивые нравы привели к конфликту. После того, как Прево отказалась от воспитанницы, Мари-Анн стала заниматься с Мишелем Блонди.
Камарго известна как реформатор балетного танца. В 1730 году она первой из женщин начала исполнять на сцене кабриоли и антраша, до того считавшиеся принадлежностью техники исключительно мужского танца. Укоротила юбки, чтобы иметь возможность свободнее двигаться. Среди партнёров был Антуан Лаваль.
Пользовалась большим успехом у публики — её грация приводила в восторг многих знаменитых людей того времени, в том числе и Вольтера. Также выступала как певица. Танцевала в Королевской академии музыки до 1751 года.
На сцене парижского оперного театра Камарго дебютировала 5 мая 1726 года. Танцевала в огромном количестве балетов и театрализованных балетных постановок.
По настоянию своего любовника графа Клермона Камарго оставила сцену в 1734 году. Однако спустя шесть лет в 1741 году продолжила свои выступления в Гранд-Опера. После своего возвращения на сцену Камарго пользовалась огромным успехом. Полная веселости и блеска грация Камарго, ее жизнерадостность и виртуозность исполнения танцев приводили в совершенный восторг многих знаменитых и известных людей в Европе. 
Мари-Анн де Кюпи Камарго окончательно покинула балет в 1751 году, была одарена роскошной королевской пенсией стоимостью 1 500 фунтов. Скончалась Мари-Анн де Кюпи Камарго в Париже 28 апреля 1771 года. Похоронена Камарго в церкви святого Роха в белых одеяниях и белом гробу, согласно обычаю, принятому в те времена для незамужних женщин.

## Образ Камарго в искусстве

### Живопись
Мари Анн Камарго изображена на известной картине живописца Никола Ланкре, различные версии которой находятся в Национальной галерее искусства в Вашингтоне, Эрмитаже в Санкт-Петербурге и собрании Уоллеса в Лондоне. Также существует портрет артистки, выполненный живописцем Жан-Марком Натье. 
Портрет Камарго с обозначением года её дебюта (1726), написанный Гюставом Буланже по композиции Никола Ланкре, располагается на фризе Танцевального фойе Гранд-Опера среди других двадцати портретов выдающихся танцовщиц Оперы конца XVII — середины XIX веков. 

### Театр
Камарго фигурировала во 2-м акте балета Жан-Пьера Омера «Манон Леско» (Опера Ле Пелетье, Париж, 1830). Также она была героиней балета Мариуса Петипа «Камарго» (Большой театр, Санкт-Петербург, 1872; первая исполнительница — Адель Гранцова).